# Antonio Fioribello
Antonio Fioribello (falecido em 1574) foi um prelado católico romano que serviu como bispo de Lavello (1558–1561).

## Biografia
No dia 24 de agosto de 1558, Antonio Fioribello foi nomeado pelo Papa Paulo IV como Bispo de Lavello. Serviu como Bispo de Lavello até à sua renúncia em 1561. Fioribello faleceu em 1574. Enquanto bispo, foi o co-consagrador principal de Paolo Oberti, Bispo de Venosa.